# Museo Reina Sofía

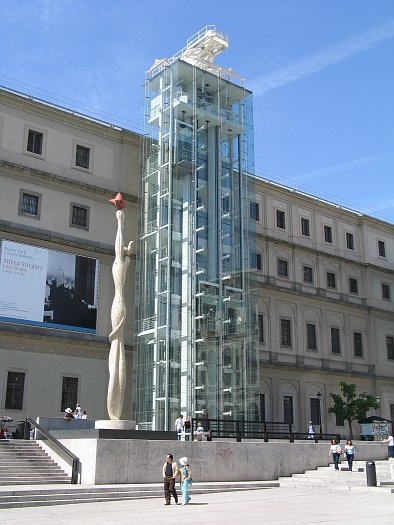
Museo Reina Sofía.

Museo Reina Sofía (med det fullständiga namnet Museo Nacional Centro de Arte Reina Sofía) är ett konstmuseum i Spaniens huvudstad Madrid. Samlingarna innehåller i huvudsak konst från 1900-talet till nutiden, även om den tidigare gränsen är satt till 1881, som är Pablo Picassos födelseår. Museet ligger mittemot Estacion de Atocha och i närheten av det mera välkända Pradomuseet, som visar konst från tidigare epoker, alltså i huvudsak konst som målats eller skulpterats tidigare än 1881. 
Museet invigdes den 10 september 1992 och fick namnet Museo Reina Sofía för att hedra Spaniens drottning Sofía.
Museet innehåller bland annat målningar av Pablo Picasso och Salvador Dalí, men även andra spanska och utländska konstnärer finns representerade. Den mest kända målningen är Picassos Guernica från spanska inbördeskriget. 
Museet har även ett bibliotek, som är inriktat på konst, med 100 000 böcker, 3 500 ljudinspelningar och 1 000 videoinspelningar.